# Pohjasalmi
Pohjasalmi är ett sund i Finland. Det ligger i landskapet Egentliga Finland, i den sydvästra delen av landet, 170 km väster om huvudstaden Helsingfors.
Pohjasalmi ligger mellan Rimitolandet i norr och Ampuminmaa i söder. Den ansluter till Ruotsalaistenaukko i väster och Niulalahti i öster. Den löper parallellt med Päiväsalmi på andra sidan Ampuminmaa.